# Oborniki (gmina)
Oborniki est une gmina mixte du powiat de Oborniki, Grande-Pologne, dans le centre-ouest de la Pologne. Son siège est la ville d'Oborniki, qui se situe environ 29 km au nord de la capitale régionale Poznań.
La gmina couvre une superficie de 340,16 km2 pour une population de 31 541 habitants.

## Géographie

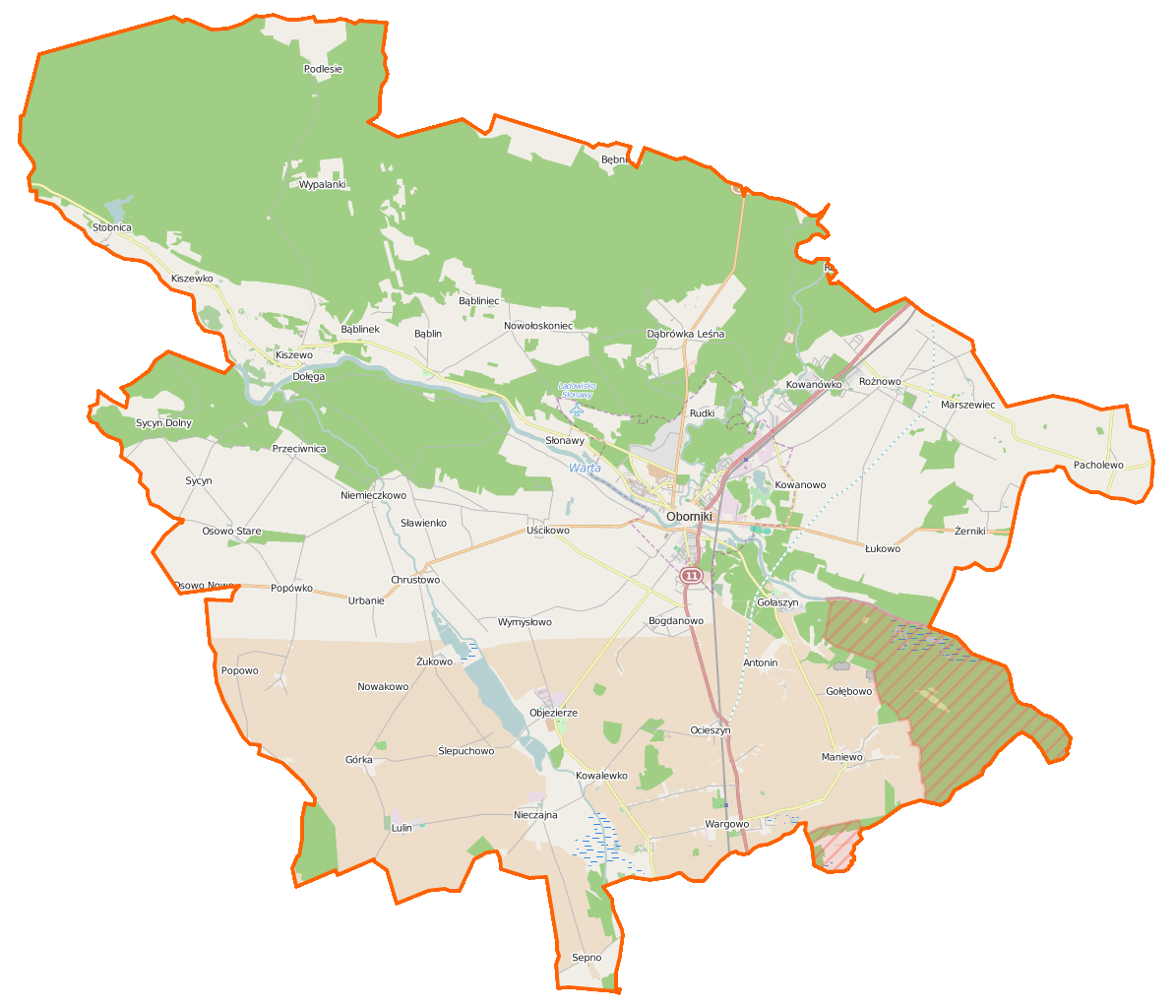
Plan de la gmina.

Outre la ville d'Oborniki, la gmina inclut les villages de:
- Bąblin
- Bąblinek
- Bąbliniec
- Bogdanowo
- Chrustowo
- Dąbrówka Leśna
- Gołaszyn
- Gołębowo
- Górka
- Kiszewko
- Kiszewo
- Kowalewko
- Kowanówko
- Kowanowo
- Łukowo
- Lulin
- Maniewo
- Nieczajna
- Niemieczkowo
- Nowołoskoniec
- Objezierze
- Ocieszyn
- Osowo Nowe
- Pacholewo
- Podlesie
- Popówko
- Popowo
- Przeciwnica
- Rożnowo
- Sepno
- Sławienko
- Ślepuchowo
- Słonawy
- Stobnica
- Świerkówki
- Sycyn
- Urbanie
- Uścikowiec
- Uścikowo
- Wargowo
- Wychowaniec
- Wymysłowo
- Żerniki
- Żukowo

### Gminy voisines
La gmina d'Oborniki est bordée des gminy de:
- Murowana Goślina
- Obrzycko
- Połajewo
- Rogoźno
- Rokietnica
- Ryczywół
- Suchy Las
- Szamotuły

## Structure du terrain
D'après les données de 2002, la superficie de la commune d'Oborniki est de 340,16 km², répartis comme tel :
- terres agricoles : 52%
- forêts : 38%

La commune représente 47,73% de la superficie du powiat.

## Démographie
Données du 30 juin 2004 :
| description        | Total  | Total | Femmes | Femmes | Hommes | Hommes |
| ------------------ | ------ | ----- | ------ | ------ | ------ | ------ |
| Unité              | Nombre | %     | Nombre | %      | Nombre | %      |
| population         | 31 332 | 100   | 15 937 | 50,9   | 15 395 | 49,1   |
| Densité (hab./km²) | 92,1   | 92,1  | 46,9   | 46,9   | 45,3   | 45,3   |